# Mydaselpis variolosus
Mydaselpis variolosus är en tvåvingeart som beskrevs av Mario Bezzi 1924. Mydaselpis variolosus ingår i släktet Mydaselpis och familjen Mydidae. Inga underarter finns listade i Catalogue of Life.